# Gustavo Adolfo Rol
Gustavo Adolfo Rol (Torino, 20 giugno 1903 – Torino, 22 settembre 1994) è stato un sensitivo italiano.
Non venne mai eseguita alcuna verifica sotto controllo scientifico delle sue presunte capacità per l'opposizione dello stesso Rol, che affermava che i suoi "prodigi" non fossero fenomeni ripetibili o eseguibili a comando. Le sue dimostrazioni, avvenute in presenza di ospiti da lui selezionati, vennero interpretate dai suoi estimatori come autentici fenomeni paranormali, mentre altri, come il prestigiatore Silvan e il giornalista scientifico Piero Angela, le ritenevano illusioni prodotte con tecniche di prestidigitazione e in particolare di mentalismo.

## Biografia
Rol cresce in un ambiente ricco e colto, frequenta sin da giovane le famiglie più in vista della città e si interessa alle arti, entrando in relazione con vari artisti e iniziando presto a cimentarsi nella pittura e nella musica. Nel 1923 si iscrive alla facoltà di Giurisprudenza dell'Università degli Studi di Torino, dove si laurea nel 1933. Più tardi conseguirà la laurea in Economia a Londra e in Biologia medica a Parigi. Sia la scelta del corso universitario in legge sia la carriera bancaria che intraprende nel 1925 avvengono per adeguamento alle tradizioni familiari; fa poi pratica presso le filiali della Comit in giro per l'Europa, a Marsiglia, Parigi, Londra, Edimburgo e successivamente a Casablanca e a Genova, dove rimane a lungo. Racconterà in seguito di avere incontrato durante il soggiorno a Marsiglia (1925-1926) un polacco che gli mostrò alcuni giochi con le carte e che, inizialmente scettico sull'esistenza di Dio, si convertirà e si ritirerà in un convento dopo aver assistito con lo stesso Rol a una guarigione a Lourdes, che in un primo tempo aveva ritenuto una grande mistificazione.
In seguito a questo incontro Rol approfondisce i suoi studi spirituali ed elabora una propria teoria metafisica sull'associazione tra suoni, colori e altri elementi. Nel 1927, a Parigi, scrive: «Ho scoperto una tremenda legge che lega il colore verde, la quinta musicale ed il calore. Ho perduto la gioia di vivere. La potenza mi fa paura. Non scriverò più nulla!». Da questo momento il giovane Gustavo Rol attraversa una crisi esistenziale, fino al punto di ritirarsi in un convento per tre mesi.

Superata questa crisi giovanile, a partire dagli anni trenta la sua fama si diffonde nei circoli dell'aristocrazia, della cultura e della politica. Gli si attribuiscono incontri con esponenti dello spettacolo e dell'arte, anche se scarsamente documentati; gli si attribuiscono anche ripetuti incontri con personaggi prestigiosi della politica, come Mussolini e de Gaulle, e con scienziati come Einstein, ma di questi ultimi non esiste traccia documentale. Sono invece accertate le amicizie decennali con Federico Fellini, Franco Zeffirelli, Marcello Mastroianni, Cesare Romiti e la frequentazione della famiglia Agnelli; tuttavia Rol mantiene sempre un profilo riservato e appare raramente in pubblico.

Gustavo Rol, al centro, in veste di ufficiale, con gli alpini durante la seconda guerra mondiale

Partecipa alla seconda guerra mondiale come capitano degli alpini. Viene ricordato per aver salvato molte persone durante i rastrellamenti nazisti subito dopo l'8 settembre. Nel comune di San Secondo di Pinerolo, dove la famiglia Rol possedeva una grande casa di campagna, oltre al ringraziamento scritto da parte del sindaco nel 1945, nel 2005 gli è stata intitolata una piazzetta a titolo commemorativo, dopo che una via era stata già intitolata alla sua famiglia.
Alla morte di suo padre, dopo la seconda guerra mondiale, Rol lascia il suo impiego in banca e si dedica al commercio di oggetti antichi. Era un grande appassionato e collezionista di cimeli napoleonici che conservava nella sua casa torinese di via Silvio Pellico 31. A metà degli anni cinquanta lascia l'attività di antiquario per intraprendere a tempo pieno quella di pittore. Nei successivi quarant'anni incontrò ospiti illustri in serate nelle quali si verificavano fenomeni all'apparenza paranormali. La sua fama acquisisce ulteriore risonanza grazie a una serie di articoli e pubblicazioni, prima fra tutte quella di Pitigrilli (Gusto per il mistero) e di Buzzati (I misteri d'Italia), che lo riguardano. Nel 1987 interviene al programma televisivo Domenica In, chiamato da Raffaella Carrà e Franco Zeffirelli, parlando di unione dei popoli e facendo un appello al disarmo.
I fenomeni cui dà vita attirano l'attenzione di autorevoli studiosi e gente comune. Nel 1990 muore la moglie per una complicazione polmonare susseguente a un'influenza. Nel 1993 si ammala di una bronchite asmatica che gli impedisce di uscire e dipingere. Nell'agosto 1994 le sue condizioni peggiorano a causa di una broncopolmonite accompagnata da un forte attacco di ansia cardiaca. Muore il 22 settembre 1994 all'ospedale San Giovanni Battista "Molinette" di Torino, all'età di 91 anni. Le sue ceneri riposano nella tomba di famiglia a San Secondo di Pinerolo, suo paese d'origine.

## I presunti "fenomeni paranormali"
(Gustavo A. Rol, intervistato da Roberto Gervaso, 1979.)
Un servizio sul settimanale Epoca nel 1951 e un lungo articolo dello scrittore Dino Buzzati sul Corriere della Sera nel 1965 lo rendono noto al grande pubblico, anche se maggiore notorietà arriverà con alcuni articoli del giornalista Renzo Allegri sul settimanale Gente nel 1977. Tra la fine degli anni sessanta e l'inizio dei settanta studiosi di parapsicologia lo avevano invitato a sottoporsi ad esame dalle pagine delle riviste Metapsichica (1966-1970) e Quaderni di Parapsicologia (1970). Agli articoli sulla rivista segue nel 1978 una prima pagina sul quotidiano La Stampa. Gli articoli di Gente, con alcune modifiche e l'aggiunta di altro materiale, saranno pubblicati nel 1986 come la prima biografia di Rol (Rol l'Incredibile, poi diventato Rol il Mistero).
Una prima critica viene formulata da Piero Angela all'interno del libro Viaggio nel mondo del paranormale, un'inchiesta sui fenomeni paranormali, nel quale i fenomeni prodotti da Rol, a cui Angela aveva assistito (che comprendevano l'uso di carte da gioco e la lettura in libri chiusi), vengono interpretati come trucchi illusionistici. Della stessa opinione anche lo scienziato torinese Tullio Regge, che fu invitato due volte a casa di Rol ed in seguito avrebbe fondato con Angela il CICAP (il Comitato Italiano per il Controllo delle Affermazioni sul Paranormale). Sia Regge sia Angela concordarono sul fatto che solo un esperimento effettuato in condizioni controllate e replicabili, con la presenza di un prestigiatore per evitare la possibilità di un trucco, avrebbe consentito di accertare la reale natura dei fenomeni proposti da Rol, ma questi si rifiutò per tutta la vita di sottoporsi a un esame scientifico, sostenendo che i suoi "prodigi" non si potessero replicare in modo continuo ed uguale poiché provenienti non dalla sua persona ma da una fonte di cui non poteva disporre a comando; di fronte a questo rifiuto, i fenomeni risultavano impossibili da misurare col metro scientifico.
Regge rimase convinto che Rol fosse solo un abilissimo prestigiatore: «Personalmente io ho visto solamente esperimenti fatti con carte da gioco e non ho rilevato di certo facoltà paranormali; in molti casi usò in modo ovvio le "forzature" dei prestigiatori.» Il noto prestigiatore Silvan affermò di poter replicare con un trucco tutti i presunti fenomeni prodotti da Rol. In effetti, durante alcune trasmissioni su Rai 1, replicò in diretta alcuni esperimenti, e, a Tg l'una, eseguì una lettura di libro chiuso ancora più inspiegabile di quelle che faceva Rol. Il prestigiatore Tony Binarelli, così come due prestigiatori dilettanti, Carlo Buffa di Perrero e Giuseppe Vercelli, che avevano assistito agli esperimenti a casa di Rol, hanno affermato di non aver riscontrato alcun trucco a loro noto.
Il noto illusionista Alexander, nome d'arte di Elio De Grandi, che ha conosciuto Rol (e che come Rol pur in decenni diversi fu allievo dei Gesuiti dell'Istituto Sociale di Torino), sostiene che «se le condizioni riferite da decine di testimoni sono proprio quelle» (ovvero, Rol non toccava le carte), «allora nessun prestigiatore sarebbe in grado di riprodurre gli esperimenti di Rol», almeno per quanto attiene alle carte; e afferma inoltre di aver vissuto in prima persona un fenomeno di chiaroveggenza legato a Rol. Tuttavia in un'intervista Alexander lascia intendere, pur senza essere esplicito, di pensare a Rol come a un grande prestigiatore, al quale dedica uno dei suoi numeri. Il presidente del circolo "Amici della magia" di Torino, Marco Aimone, ha raccontato invece di aver potuto vedere Rol in azione in un ristorante e di aver riconosciuto una tecnica di mentalismo.
Mariano Tomatis, esperto di mentalismo e collaboratore del CICAP, ha analizzato in una biografia di Rol buona parte delle testimonianze pubblicate fino al 2002. In sintesi, sulla base del fatto che:
- Rol usasse «il mezzo preferito dai prestigiatori cioè le carte da gioco»;
- Rol usasse «tecniche (misdirection, forzature) indispensabili per un illusionista ma incongrue per un autentico sensitivo»;
- fossero presenti «elementi macroscopicamente sospetti nelle sue esibizioni»;
- fossero presentati «gli esperimenti "classici" dei prestigiatori (book test, Out Of This World...)»;
- Rol rifiutasse di farsi «esaminare da qualsiasi studioso, prestigiatore o meno (che avrebbe potuto rivelare la presenza di trucchi)»;

Tomatis concluse che tali elementi contraddicono l'ipotesi delle capacità sovrannaturali.
Opinioni analoghe sono state espresse da uno dei principali parapsicologi italiani, Piero Cassoli, che elencò in un articolo di Quaderni di Parapsicologia gli elementi che lo portavano a concludere di trovarsi di fronte a un prestigiatore.
A favore della veridicità dei poteri di Rol si sono invece espressi altri esponenti della parapsicologia, come Gastone De Boni, Massimo Inardi, Giorgio di Simone, Nicola Riccardi e scrittori come Vittorio Messori e Alberto Bevilacqua. Quest'ultimo, intervistato da Corrado Augias, affermò che Rol fosse dotato, più che altro, di una forte sensibilità empatica verso la gente e che i cosiddetti prodigi non fossero che espedienti per impressionare la sua platea (come gli confidò lo stesso Rol).
I sostenitori della realtà dei fenomeni prodotti da Rol affermano che la grande maggioranza degli scettici sarebbe composta da persone che non avrebbero mai assistito agli esperimenti. In realtà era lo stesso Rol a selezionare accuratamente i partecipanti alle sue sedute, evitando di proposito di invitare gli scettici e gli esperti di trucchi, come i prestigiatori: Silvan non poté mai assistere ai suoi esperimenti, nonostante le sue richieste. Tuttavia ci fu qualche eccezione a questa regola: Gustavo Rol accettò infatti di mostrare i suoi esperimenti a Tony Binarelli, così come al prestigiatore dilettante Carlo Buffa di Perrero. La presenza di Binarelli ad alcuni esperimenti fu probabilmente dovuta al tentativo, da questi svolto negli anni settanta, di accreditarsi nel mondo del paranormale abbandonando il ruolo di semplice illusionista.
Il rifiuto sempre opposto da Rol a un controllo scientifico di quanto lui affermasse fossero poteri paranormali ha impedito di verificarne l'attendibilità e per tutta la sua vita diede prova delle sue capacità solo di fronte agli amici fidati, escludendo sistematicamente scienziati e professionisti dell'illusionismo; per contro, una caratteristica che lo contraddistingue da altre persone sedicenti dotate di poteri paranormali è la gratuità delle sue dimostrazioni, anche se questo gli permise comunque di ottenere fama e la possibilità di frequentare una cerchia molto esclusiva di personalità rimaste affascinate dalle sue dimostrazioni.
Le dimostrazioni avvenivano a casa di Rol stesso, di fronte una selezionata cerchia di ospiti, spesso appartenenti all'alta società; chi vi partecipava si sentiva ammesso in un gruppo molto elitario al quale era difficile accedere. Questa situazione determinava una "pressione di gruppo" sui partecipanti, per i quali dubitare pubblicamente dei fenomeni significava usare scortesia verso un padrone di casa e comportava la disapprovazione degli altri invitati e l'estromissione da un circolo molto esclusivo, con la conseguenza di negare a se stessi la gratificazione di essere stati testimoni di un fenomeno strabiliante quanto unico, che avrebbe suscitato l'invidia di tutti. Queste considerazioni portano a ipotizzare che anche chi affermava di aver assistito a fenomeni paranormali fosse in realtà solo vittima della suggestione e dell'autoconvincimento.

## Il pensiero
La personale teologia di Rol è classificabile come un tipo di animismo antropocentrico. Animismo nel senso più ampio perché per Rol «ogni cosa ha il proprio spirito», nel quadro di una visione del mondo pervaso da una «armonia universale». Antropocentrico perché Rol sosteneva per l'uomo, e solo per l'uomo, una dualità animistica: oltre all'anima l'uomo avrebbe anche uno «spirito intelligente». L'anima, una volta lasciato il corpo, ritornerebbe a Dio, mentre il cosiddetto «spirito intelligente» si distinguerebbe invece nel continuare ad essere presente sulla Terra, anche dopo la morte. Lo spirito che pervade l'uomo sarebbe «intelligente», nel senso di essere provvisto di coscienza e di capacità creative, differenziandosi dallo spirito di tutte le altre «cose».
Rol affermava di poter entrare in contatto con «spiriti intelligenti», e che essi partecipassero ai suoi esperimenti, durante i quali egli interagiva con loro «con spontaneità, quasi sotto l'impulso di un ordine ignoto». Spiegò inoltre che «l'universo è permeato di etere psichico, e la telepatia e la chiaroveggenza sono onde di questo etere. [...] Esiste una forma psichica, che a suo tempo creò l'universo, in grado di generare la materia e dissolverla formando gli atomi e disgregandoli». Questa «potente energia immateriale» può rivelarsi attraverso fenomeni che «sfuggono completamente alle leggi di questo mondo».
Gustavo Adolfo Rol era un ammiratore di Rudolf Steiner in quanto fu il primo "uomo a farsi libero".

## Opere
- Il Mistero del papa nero, con Umberto G. Barbera, Torino, Newtel, 1994.
- Scritti per Alda. [Poesie, lettere e disegni con testo autografo a fronte], a cura di Giuditta Dembech, Settimo Torinese, L'ariete, 1999. ISBN 88-86492-20-0.
- Gustavo Adolfo Rol. Dipinti, testi di Angelo Mistrangelo e Remo Lugli, Torino, Sermig, 2000.
- Io sono la grondaia... Diari, lettere, riflessioni, a cura di Catterina Ferrari, Firenze, Giunti, 2000. ISBN 88-09-01551-7.
- Catterina Ferrari (a cura di), Diario di un capitano degli alpini. Gustavo Adolfo Rol, Quart, Musumeci, 2003, ISBN 88-7032-691-8.
- La Coscienza Sublime. L'incontro con la poetessa Elda Trolli Ferraris, a cura di Maria Luisa Giordano e Gianfrancesco Ferraris di Celle, Torino, L'età dell'Acquario, 2006. ISBN 88-7136-246-2.

## Filmografia
- Rol. L'uomo, il mistero, la vita, regia di Maurizio Bonfiglio - documentario, Italia, 2005
- Rol - Un mondo dietro al mondo, regia di Nicolò Bongiorno - documentario, Italia, 2007
- Enigma Rol, regia di Anselma Dell'Olio - film, Italia, 2023